# Окупационен дълг на България към Русия
Окупационният дълг на България към Русия е задължение на българската държава да компенсира руската хазна за издръжката на окупационните войски и администрацията от периода на Временното руско управление. Дългът е регламентиран от Берлинския договор (член 22) и фиксиран с финансова конвенция от юни 1883 година на 10 618 250 рубли (около 28 000 000 златни лева). След Съединението от 1885 година Княжество България поема и задълженията на Източна Румелия към Русия, с което окупационният дълг набъбва двойно. Частта на Княжеството е обслужвана от 1883 до 1885 година. През 1890 година е направена една вноска, но редовното изплащане е подновено едва през 1896 година, след 10-годишен разрив в дипломатическите отношения между двете държави. Окупационният дълг на Княжество България е окончателно погасен през 1902 година със средства от големия външен заем, емитиран чрез Банка Париба. До тази дата София издължава на Петербург общо 26 446 000 лева. Изплащането на източнорумелийската част на дълга е отлагано многократно до 1912 година. Тогава България и Русия договарят план за погасяването му, който така и не е задействан. Окупационният дълг е опростен след Първата световна война със споразумение между правителството на Александър Стамболийски и болшевиките.